# 中国共产党玉环市委员会
28°08′23″N 121°13′40″E / 28.13971°N 121.22772°E
中国共产党玉环市委员会，简称中共玉环市委，是中国共产党在中华人民共和国浙江省玉环市的领导机关。前称中国共产党玉环县委员会，2017年因玉环撤县建市而更名。
中国共产党在玉环地区的活动可追溯到1928年。1930年6月，中共玉环县委选举成立，金国祥担任首任县委书记。之后玉环地区的党组织经过多次变革，管理人员也多次更换。1949年4月解放军攻占玉环县城后，中共浙南地委于4月14日再次成立中共玉环县委，丁世祥担任县委书记。2017年4月，国务院批准玉环县撤县设市之后，中共玉环市委于5月份的撤县设市大会上正式成立，首任市委书记为林先华。目前，玉环市委书记由周阳担任。

## 历史沿革

### 成立初期
1928年，中国共产党在玉环县古顺发动古顺农民运动，成立农会，后因国民政府镇压而终止。1928年9月，中共浙江省委发出《秋收斗争工作大纲》，主张在浙江全境各地开展秋收运动、成立中共浙南特委。同月下旬，中共温岭县委因领导北乡抗租斗争受挫，对县委进行改选，并派县委常委柳苦民、执委叶景泰到温岭、玉环交界的西区坞根开辟武装力量。
1928年至1929年，玉环连年遭到台风袭击，农业歉收。1929年4月至7月，中共温岭县委执委叶景泰抵达玉环，组织发动农民闹荒斗争，并在各地获得普遍胜利。1929年4月，温岭党组织与玉环楚门、田岙支部取得联系。4月14日，中共中央在上海召开浙江工作会议，决定暂时撤销中共浙江省委建制，在杭州、宁波、温州、台州、湖州、兰溪建立中心地方党部，直属中共中央领导。因此，中共永嘉县委改为永嘉中心县委，下属瑞安、平阳县委和乐清区委及永嘉、玉环党组织。1929年5月，中共台州中心县委书记石瑞芳抵达玉环进行考察，了解到闹荒分粮遭到了地主的武装反抗，决定组织各地建立农民武装，并在温岭坞根游击队的影响下筹建游击队。同年6月，金国祥从上海回温州，中共永嘉中心县委指派金国祥为中共玉环县特派员。金国祥在楚门与任高铭等接上关系。8月24日，中共台州中心县委召开第三次会议，增补金国祥为中心县委委员:5。
1930年1月，中共台州中心县委组织发动年关斗争，随后国共双方在楚门等地发生大量枪战:18。2月下旬，中央巡视员金贯真抵达玉环楚门、清港等地，成立中共楚门区委，金国祥兼任书记。之后中共芦岙区委、中共盐盘区委相继成立，分别由蔡育土、张显章担任书记。三个区委成立后，金国祥返回温州，和胡公冕一起到永嘉组织武装。同年3月，温岭玉环两地的游击队合并成立坞根游击大队:19。1930年5月9日，中共中央对地方赤卫队游击队进行整编:20。浙南农民武装改编为中国工农红军第十三军（胡公冕担任军长、金贯真担任政委、陈文杰任政治部主任），下辖三个团，玉环游击队属第二团:21。6月18至22日，金国祥代表玉环出席浙南第三次党代会大会，会后他陪同杨敬燮回玉环，召开全县党员代表大会，选举成立中共玉环县委。金国祥兼任县委书记，蔡育土、任高铭、张显章、杨则益为委员，领导县境3个区委与18个党支部:6。中共玉环县委成立后，金国祥即赴上海汇报工作。县委日常工作由蔡育土等委员负责。
1930年7月8日，柳苦民（时任总指挥:23）率领坞根游击队强攻茶头并歼灭茶头保卫团，获得胜利:24。7月13日，玉环县政府率领基干队和省防军水警队进攻坞根游击队驻地苔山岛，游击队成功阻截。8月下旬，金国祥陪同中央巡视员潘心源、严朴回温州，部署攻打温州及巡视事宜。但由于战事不利，红十三军攻打温州失败，考虑到玉环县委组织较强，部队抵达玉环临时休养。不久国民政府获悉此事，并在玉环各地大肆捕杀共产党员。时任红十三军政委的潘心源遭到伏击身亡，红十三军被迫打散主力蛰伏。11月上旬，中共浙南特委改组，调金国祥任中共台州中心县委书记兼临海县委书记，中共玉环县委自行解散，下辖区委及支部全部停止活动:7。1932年后，应保寿率领游击队撤至洋屿岛驻扎:32。1932年至1938年，浙江省政府对当地红军游击队进行多轮、长期围剿，应保寿、张梅庭等人相继阵亡:33。

### 抗日战争时期
1936年至1937年，中共浙南委员会相继指派董仲升、黄耕夫抵达玉环筹建中共组织，并建立闽浙边抗日救亡干部学校。1938年3月，学校结束，董南才、陈增佳两人随粟裕北上，其余等人返回玉环:36。1938年4月，董仲升组建中共玉环县支部，并担任书记。同年7月，中共温州中心县委书记黄先河派宣传部长林国挺到玉环，并改组玉环支部为中共玉环中心区委，董仲升仍任书记，吕平担任组织委员，杨炎宾为宣传委员:37。
1938年8月，由于日军封锁瓯江口，导致玉环与温州的海上交通中断，中共浙南特委决定将玉环党组织划归中共台属特委管辖。同年10月，台属特委书记刘清扬和组织部长陈阜抵达玉环，改组为中共玉环县革命工作委员会，董仲升担任主任:46，期间他领导中共玉环县委党组织利用楚门陈愚亭、耿舜钦、林任望创建的东方小学，作为中共隐秘所。1939年10月，中共台属特委派陈方汀到玉环，召开扩大会议，主张与国民党做斗争，遭到了董仲升的反对:48。陈方汀在返回特委后，要求改组玉环党组织，董仲升被调出玉环；并成立中共玉环县委，杨炎宾担任书记，吕平为组织部长，潘徽宏担任宣传部长。1940年4月，中共组织在玉环的形势继续恶化，杨炎宾被调离玉环，吕平担任书记。同年7月，国民党在浙南组织清乡，吕平请求撤销中共玉环县委。同年12月，改为中共玉环城区中心支部，隶属于中共乐清县委:48。
1941年2月，中共台属特委委员郑梅迪抵达楚门，恢复中共玉环县委，吕平再任书记，杨干为组织部长，郑梅欣为宣传部长。但由于玉环情况恶化，同年11月，杨干、郑梅欣返回乐清。1942年1月，中共台属特委再派叶龄银为玉环县特派员，吕平为玉环港南特派员:49。5月，玉环党组织划归中共浙南特委领导。1943年，叶龄银因病返回乐清，邱清华继任接管玉环组织。不久由于郑梅迪叛变（后被枪毙），中共乐清县委通知玉环地区党支部隐藏撤退:50。
1944年11月中共乐清县委任命丁世祥为楚门特派员，负责筹建被日军破坏的玉环党组织。1945年1月，中共楚门中心支部成立，由丁世祥、谢劳和钱启敏三人组成，丁世祥任书记。同年3月，楚门中心支部改称楚门工作团。5月工作团撤销，丁世祥改任玉环地区特派员，仍受中共乐清县委领导。

### 第二次国共内战时期

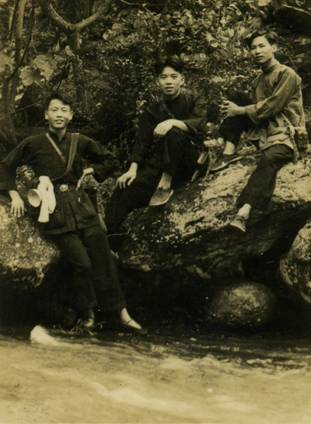
1947年的中共玉环区委成员，左起分别是林存邦、丁世祥、林建勋

1945年8月，中共玉城党支部重建、并配合永乐人民抗日自卫游击总队海上大队创建以大青岛为中心的游击根据地。10月，为协调海上大队和玉环地区的中共地下工作，中共瓯北中心县委在大青岛成立中共海山工作委员会，由海上大队郑梅欣任书记，玉环地区特派员丁世祥、海上大队一中队中队长仇雪清为委员。1946年3月，中共玉环地区党组织划归江北党务指导委员会，同年5月再次改为乐清中心县委领导:58-60:392。11月，乐清中心县委指派林建勋返回港南负责，并归玉环地区特派员领导，至此中共在玉环的工作推进至全县:58。
1947年5月，中共浙南特委决定改玉环地区特派员制为委员会制，成立中共玉环区委。丁世祥出任区委书记，林存邦、林建勋为委员。原海山地区党组织划归玉环区委领导。12月，中共玉环区委班子调整，由丁世祥、林建勋、谢劳组成，丁世祥继续担任书记。1948年8月，中共玉环区委再次调整为常委制，丁世祥任书记，谢劳、郑云卿为常委，盛世樵为执委兼任港南分区委书记（不久增补张人勋为执委）。在1948年底，丁世祥等人扩建玉环县56个党支部、党员人数增加至472人，中共基层党组织已经遍及玉环、温岭全境:58-60。

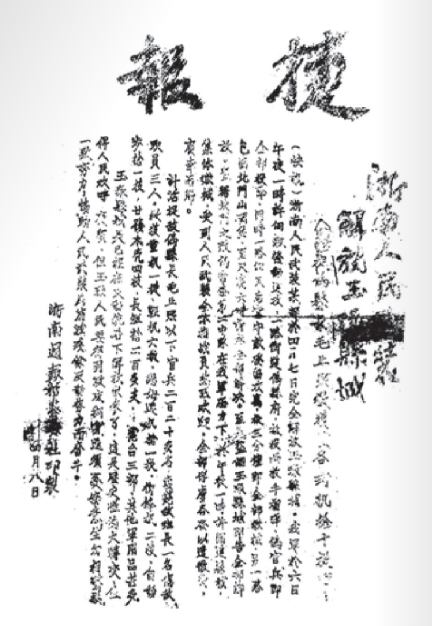
1949年4月8日，中共浙南特委发出的解放玉环捷报

1949年4月6日，括苍第三支队队长周丕振、政治处主任郑梅欣在乐清环山村主持玉环战前军事会议，丁世祥（时任玉环区委书记）等人参加，讨论玉环县内国军兵力布防等。当夜解放军部队按部署分三路进入环山镇，并在7日凌晨发动战斗，7时战斗结束，解放军占领玉环县城。4月14日，中共浙南地委撤销中共玉环区委，成立中共玉环县委，丁世祥担任书记（至1953年4月），并建立玉环县民主政府，丁世祥兼任县长，隶属浙南行政公署括苍办事处:90-91。

### 中华人民共和国时期
解放军攻占玉环后很长时间，玉环县委成员均由上级党委任命:393。1953年4月崔玉溪担任副书记主持县委工作。1953年10月王寿德担任副书记。1956年5月20日至24日，中共玉环县第一次代表大会召开，选举产生县委领导（第一届委员会）、监察委员会，并部署第一、第二、第三个五年计划，会议选举丁世祥担任县委书记，牛万龄担任副书记。1958年8月21日至26日，第二届中共玉环党代会召开，1959年12月，第三届玉环县党代会召开。1963年1月31日至2月4日，第四届玉环党代会召开，选举产生中共玉环县委、监察委员会等领导成员。1971年9月13日至17日，第五届玉环党代会召开:380。
文化大革命期间，玉环各级党组织被迫停止工作，各级革命委员会实施党政一元化领导。1974年批林批孔运动导致211人未经审核分子入党，直到1976年10月文化大革命结束，玉环县委予以甄别鉴定:398。1980年10月31日至11月2日召开第六届玉环党代会，会议确定经济建设任务，并首次使用差额选举方法:390选举产生中共玉环县第六届委员会。1984年6月25日至29日，第七届党代会召开，会议确定全县党组织将思想与行动统一到中共十一届三中全会路线方针上，并选举产生中共玉环县第七届委员会和中共玉环县纪律检查委员会，并着手核查纠正党组织此前历史遗留问题:398。1987年3月26日至29日，第八届党代会召开，选举产生中共玉环县第八届委员会:390。2017年，随着玉环撤县建市，中共玉环县委更名为中共玉环市委。

## 机构设置
根据《玉环市机构改革方案》，中国共产党玉环市委员会设置工作机关11个。中共玉环市委设置下列机构：
- 中共玉环市委办公室

### 职能部门
- 中共玉环市委组织部
- 中共玉环市委宣传部
- 中共玉环市委统一战线工作部
- 中共玉环市委政法委员会

（市委办公室挂机要局（市密码管理局）、保密委员会办公室（市国家保密局）、市档案局牌子；市委组织部挂老干部局、新经济与新社会组织工作委员会、市公务员局牌子；市委宣传部挂市政府新闻办公室、市精神文明建设指导委员会办公室、市新闻出版局、市互联网信息办公室牌子；市委统一战线工作部挂市民族宗教事务局、市政府侨务办公室牌子。）

### 办事机构
- 中共玉环市委全面深化改革委员会办公室
- 中共玉环市委机构编制委员会办公室
- 中共玉环市委台湾工作办公室
- 中共玉环市委巡察工作领导小组办公室
- 中共玉环市委玉环市人民政府信访局

（市委全面深化改革委员会办公室挂市最多跑一次改革办公室牌子。市委台湾工作办公室挂市政府台湾事务办公室牌子。市委全面依法治市委员会办公室设在市司法局。市委国家安全委员会办公室设在市委办公室。市委网络安全和信息化委员会办公室设在市委宣传部。市委财经委员会办公室设在市委办公室。市委外事工作委员会办公室设在市政府办公室。市委军民融合发展委员会办公室设在市经济和信息化局。市委审计委员会办公室设在市审计局。市委教育工作领导小组秘书组设在市教育局。市委市政府农业和农村工作领导小组办公室设在市农业农村和水利局。）

### 派出机关
- 中共玉环市委直属机关工作委员会

## 历任领导

### 1949年4月之前
1930年7月，中共玉环县委第一次建立，此后多次遭破坏又重建。
| 任次 | 书记                                              | 上任日期                                          | 卸任日期                                          | 县委其他 主要成员                                 | 备注                                              |
| 中共玉环县委（1930年7月至11月，隶属中共浙南特委） | 中共玉环县委（1930年7月至11月，隶属中共浙南特委） | 中共玉环县委（1930年7月至11月，隶属中共浙南特委） | 中共玉环县委（1930年7月至11月，隶属中共浙南特委） | 中共玉环县委（1930年7月至11月，隶属中共浙南特委） | 中共玉环县委（1930年7月至11月，隶属中共浙南特委） |
| --- | ------------------------------------------------- | ------------------------------------------------- | ------------------------------------------------- | ------------------------------------------------- | ------------------------------------------------- |
| 1 | 金国祥                                            | 1930年7月                                         | 1930年11月                                        | 蔡育土、任高铭、张显章、杨则益（委员）            | :6                                                |
| 中共玉环支部（1938年4月至7月，隶属中共温州中心县委） 中共玉环中心区委（1938年7月至10月，隶属中共温州中心县委）                                        |                                                   |                                                   |                                                   |                                                   |                                                   |
| 1 | 董仲升                                            | 1938年4月                                         | 1938年10月                                        | 吕平（组织委员）、杨炎宾（宣传委员）              | :37                                               |
| 中共玉环县革命工作委员会（1938年10月至1939年10月，隶属中共台属特委）                                                                                  |                                                   |                                                   |                                                   |                                                   |                                                   |
| 1 | 董仲升                                            | 1938年10月                                        | 1939年10月                                        |                                                   | :46                                               |
| 中共玉环县委员会（1939年10月至1940年7月，隶属中共台属特委）                                                                                           |                                                   |                                                   |                                                   |                                                   |                                                   |
| 1 | 杨炎宾                                            | 1939年10月                                        | 1940年                                            |                                                   | [ 8 ]                                             |
| 2 | 吕平                                              | 1940年                                            | 1940年7月                                         |                                                   | :48                                               |
| 中共玉城中心支部（1940年冬至1941年2月，隶属中共乐清县委）                                                                                             |                                                   |                                                   |                                                   |                                                   |                                                   |
| 1 | 吕平                                              | 1940年冬                                          | 1941年2月                                         |                                                   | :48                                               |
| 中共玉环县委（1941年2月至11月，隶属中共台属特委） |                                                   |                                                   |                                                   |                                                   |                                                   |
| 1 | 吕平                                              | 1941年2月                                         | 1941年11月                                        | 杨干（组织部长）、郑梅欣（宣传部长）              | :48                                               |
| 中共玉环县委（1941年11月至1942年5月，隶属中共台属特委） （1942年5月至1943年11月，隶属中共浙南特委）                                                   |                                                   |                                                   |                                                   |                                                   |                                                   |
| 1 | 吕平                                              | 1941年11月                                        | 1942年1月                                         |                                                   | :48                                               |
| 2 | 叶龄银                                            | 1942年1月                                         | 1943年11月                                        |                                                   | :47-52                                            |
| 中共楚门地区特派员（1944年11月至1945年1月，隶属中共乐清县委）                                                                                         |                                                   |                                                   |                                                   |                                                   |                                                   |
| 1 | 丁世祥                                            | 1944年11月                                        | 1945年1月                                         |                                                   |                                                   |
| 中共楚门中心支部 （1945年1月至3月，隶属中共乐清县委）                                                                                                 |                                                   |                                                   |                                                   |                                                   |                                                   |
| 1 | 丁世祥                                            | 1945年1月                                         | 1945年3月                                         | 谢劳、钱启敏（委员）                              |                                                   |
| 中共楚门地区工作团 （1945年3月至5月，隶属中共乐清县委）                                                                                               |                                                   |                                                   |                                                   |                                                   |                                                   |
| 1 | 丁世祥                                            | 1945年3月                                         | 1945年5月                                         |                                                   |                                                   |
| 中共玉环地区特派员 （1945年5月至1946年3月，隶属中共瓯北中兴县委） （1946年3月至5月，隶属江北党务指导委员会） 1946年5月至1947年5月，中共乐清中心县委） |                                                   |                                                   |                                                   |                                                   |                                                   |
| 1 | 丁世祥                                            | 1945年5月                                         | 1947年5月                                         |                                                   | :58-60                                            |
| 中共玉环区委 （1947年5月至1949年4月，隶属中共括苍中兴县委）                                                                                           |                                                   |                                                   |                                                   |                                                   |                                                   |
| 1 | 丁世祥                                            | 1947年5月                                         | 1949年4月14日                                     | 林存邦、林建勋为委员                              | [ 13 ]                                            |

### 1949年4月至2017年
1949年4月，括苍第三支队队长占领玉环城。同月14日，中共浙南地委撤销中共玉环区委，成立中共玉环县委，丁世祥担任书记。
| 任次 | 姓名     | 籍貫     | 生卒年份              | 入党年份   | 上任日期      | 卸任日期   | 备注                                                          |
| ---- | -------- | -------- | --------------------- | ---------- | ------------- | ---------- | ------------------------------------------------------------- |
| 1    | 丁世祥   | 浙江玉环 | 1925年－2006年3月28日 | 1944年8月  | 1949年4月14日 | 1953年4月  | [ 20 ] [ 13 ]                                                 |
| 2    | 黄乐平   | 浙江乐清 |                       |            | 1954年4月     | 1956年5月  | [ 20 ]                                                        |
| 3    | 王寿德   | 山东博兴 |                       |            | 1956年5月     | 1957年12月 | [ 20 ]                                                        |
| 4    | 牛万龄   | 山东蒙阴 |                       |            | 1957年12月    | 1959年3月  | :394-395                                                      |
| 5    | 王权     | 浙江乐清 | 1919年－2018年8月5日  |            | 1962年4月     |            | [ 20 ]                                                        |
| 6    | 李敬民   | 河北景县 |                       |            | 1971年9月     | 1972年9月  | 玉环县革委会党的核心小组组长 （1970年1月至1971年9月）:394-395 |
|      | 乔定民   |          | ？- 1972年9月         |            | 1972年9月     | 1972年9月  | 上任不久病逝:394-395                                          |
| 7    | 杜杰     | 山东肥城 | 1921年－2009年3月24日 | 1940年7月  | 1972年9月     | 1977年9月  | [ 20 ] [ 22 ]                                                 |
| 8    | 王作义   | 山东临沭 | ？－1995年12月        | 1946年11月 | 1977年9月     | 1984年1月  | [ 20 ]                                                        |
| 9    | 周沥泉   | 浙江温岭 |                       |            | 1984年1月     | 1986年1月  | [ 20 ]                                                        |
| 10   | 连正德   | 浙江乐清 |                       |            | 1986年1月     | 1988年9月  | [ 20 ]                                                        |
| 11   | 单学标   | 浙江临海 |                       |            | 1988年9月     | 1989年12月 | [ 20 ]                                                        |
| 12   | 杨仁争   | 浙江天台 |                       |            | 1989年12月    | 1992年1月  | [ 20 ]                                                        |
| 13   | 林耘     | 浙江三门 |                       |            | 1992年1月     | 1993年12月 | [ 20 ]                                                        |
| 14   | 胡宣义   | 浙江椒江 |                       |            | 1993年12月    | 1997年9月  | [ 20 ]                                                        |
| 15   | 诸葛彩华 | 浙江温岭 | 1956年9月－           | 1976年10月 | 1997年9月     | 2000年2月  | [ 20 ]                                                        |
| 16   | 蒋永志   | 浙江临海 | 1955年8月－           | 1975年5月  | 2000年2月     | 2002年9月  | [ 20 ]                                                        |
| 17   | 李剑飞   | 浙江仙居 | 1958年－              | 1978年5月  | 2002年9月     | 2005年6月  | [ 20 ]                                                        |
| 18   | 高敏     | 山东临沭 | 1955年6月－           | 1976年12月 | 2005年6月     | 2008年4月  | [ 20 ]                                                        |
| 19   | 柯昕野   | 浙江温岭 | 1959年7月－           | 1984年6月  | 2008年4月     | 2011年6月  | [ 20 ]                                                        |
| 20   | 张加波   | 浙江平阳 |                       |            | 2011年6月     | 2016年5月  | [ 20 ]                                                        |
| 21   | 林先华   | 浙江温岭 | 1968年2月－           | 1993年6月  | 2016年5月     | 2017年4月  | ，玉环撤县设市                                                |

### 2017年至今
2017年4月，玉环撤县设市，中国共产党玉环县委员会更名为中国共产党玉环市委员会，林先华继续领导、担任市委书记。
| 任次 | 姓名   | 籍貫         | 生卒年份    | 入党年份   | 上任日期      | 卸任日期      | 备注          |
| ---- | ------ | ------------ | ----------- | ---------- | ------------- | ------------- | ------------- |
| 1    | 林先华 | 浙江温岭     | 1968年2月－ | 1993年6月  | 2017年4月     | 2019年4月16日 | [ 20 ] [ 25 ] |
| 2    | 吴才平 | 浙江仙居     | 1969年3月－ | 1993年1月  | 2019年5月15日 | 2022年2月20日 | [ 26 ] [ 27 ] |
| 2    | 周阳   | 浙江宁波鄞州 | 1982年5月－ | 2003年10月 | 2022年2月20日 | 现任          |               |